# 米易站
米易站是一个成昆线上的铁路车站，位于四川省攀枝花市米易县攀莲镇顺达路19号，建于1970年，目前为三等站，邮政编码为617200。目前客运：办理旅客乘降；行李、包裹托运；货运：办理整车、零担货物发到；不办理整车爆炸品及整车一级氧化剂发到。
米易站与在建的成昆铁路复线米攀段米易东站间设有米易东联络线，联络线分为上下行两条，长度分别为1.404千米和1.335千米，同时改建既有线1.25千米。2019年年初联络线开始施工，6月25日既有米易站咽喉完成拨接施工。在复线铺轨期间长轨将通过该联络线运至施工现场。

## 车站结构

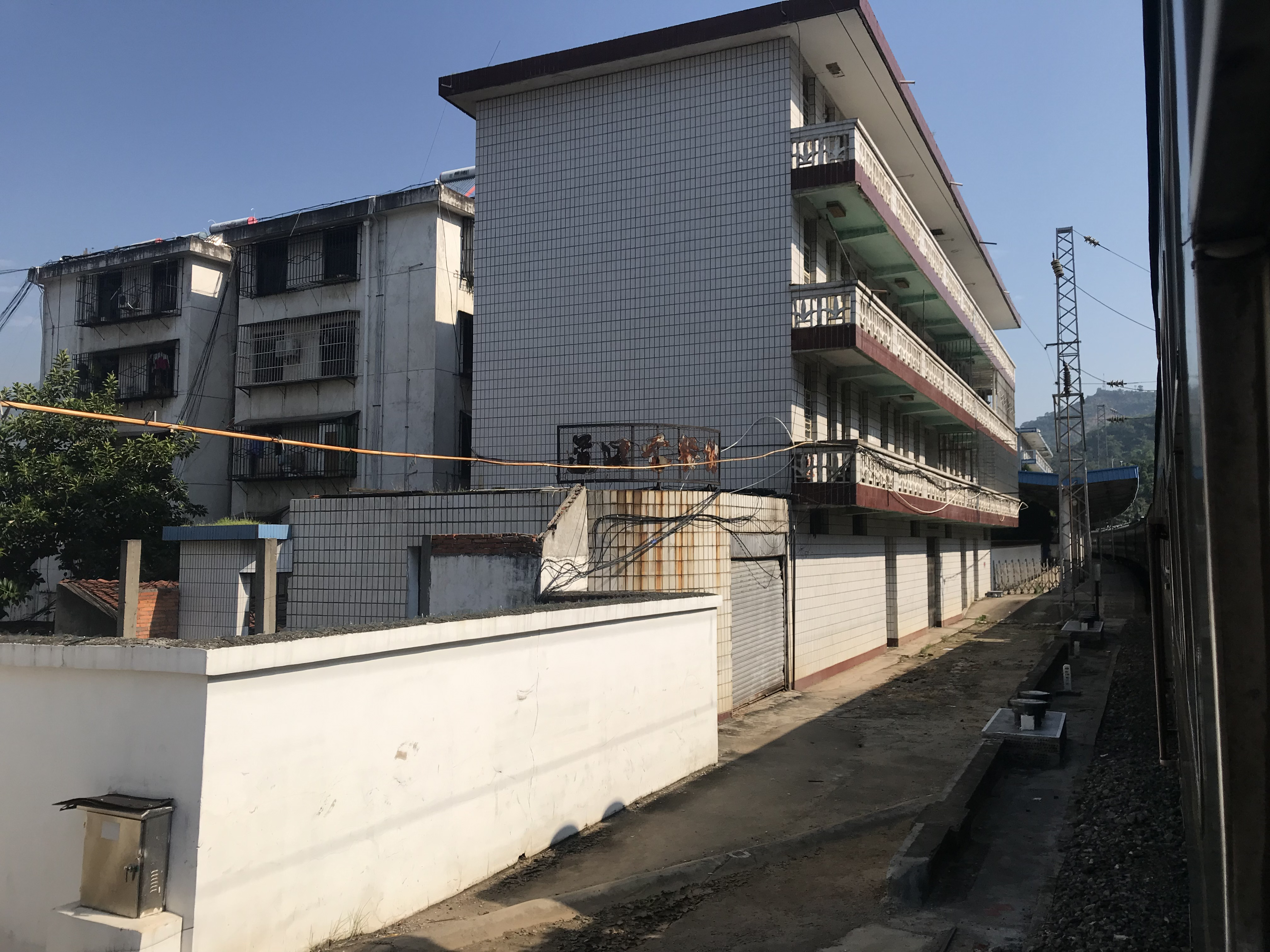
车站建筑
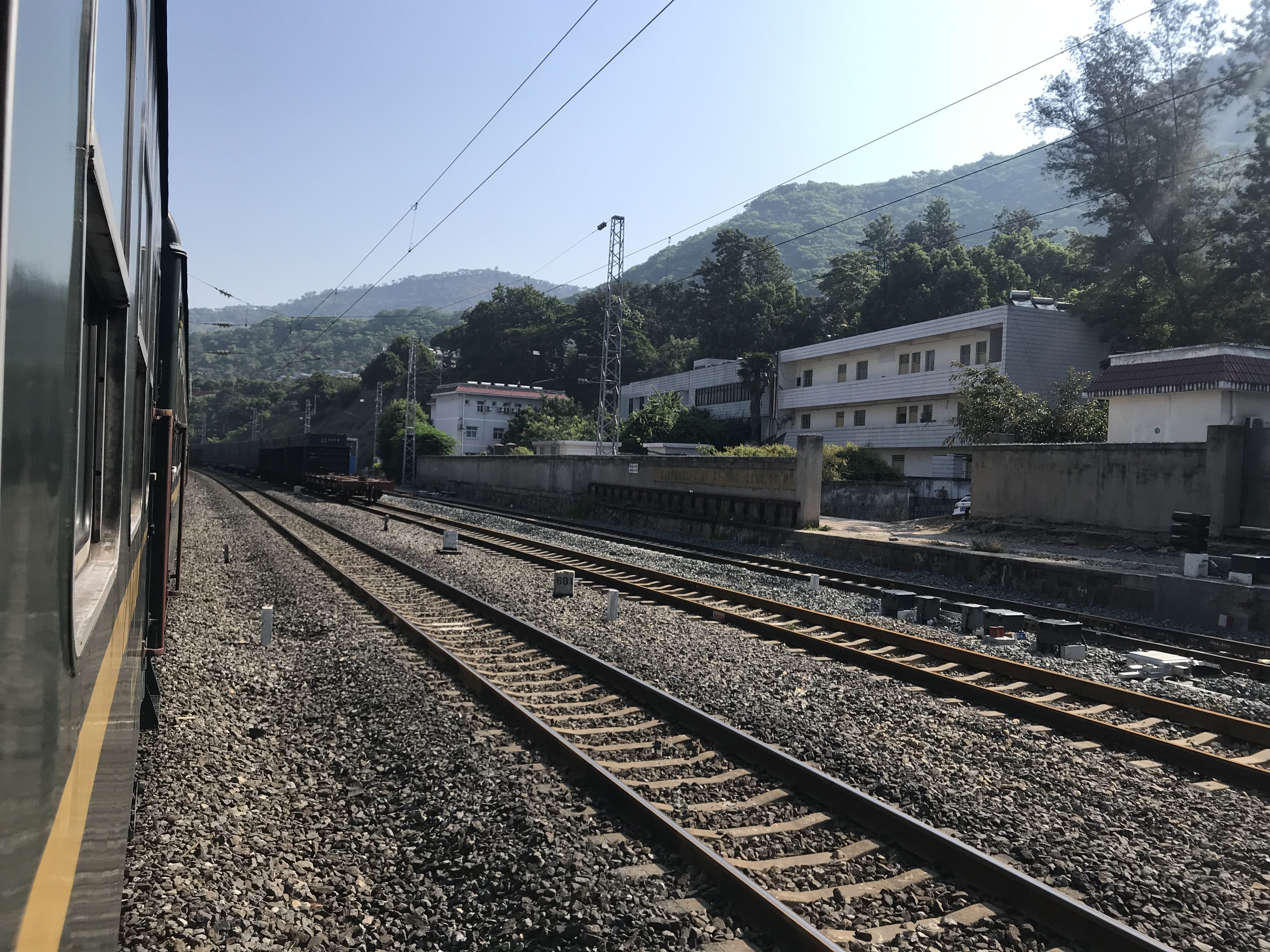
站场
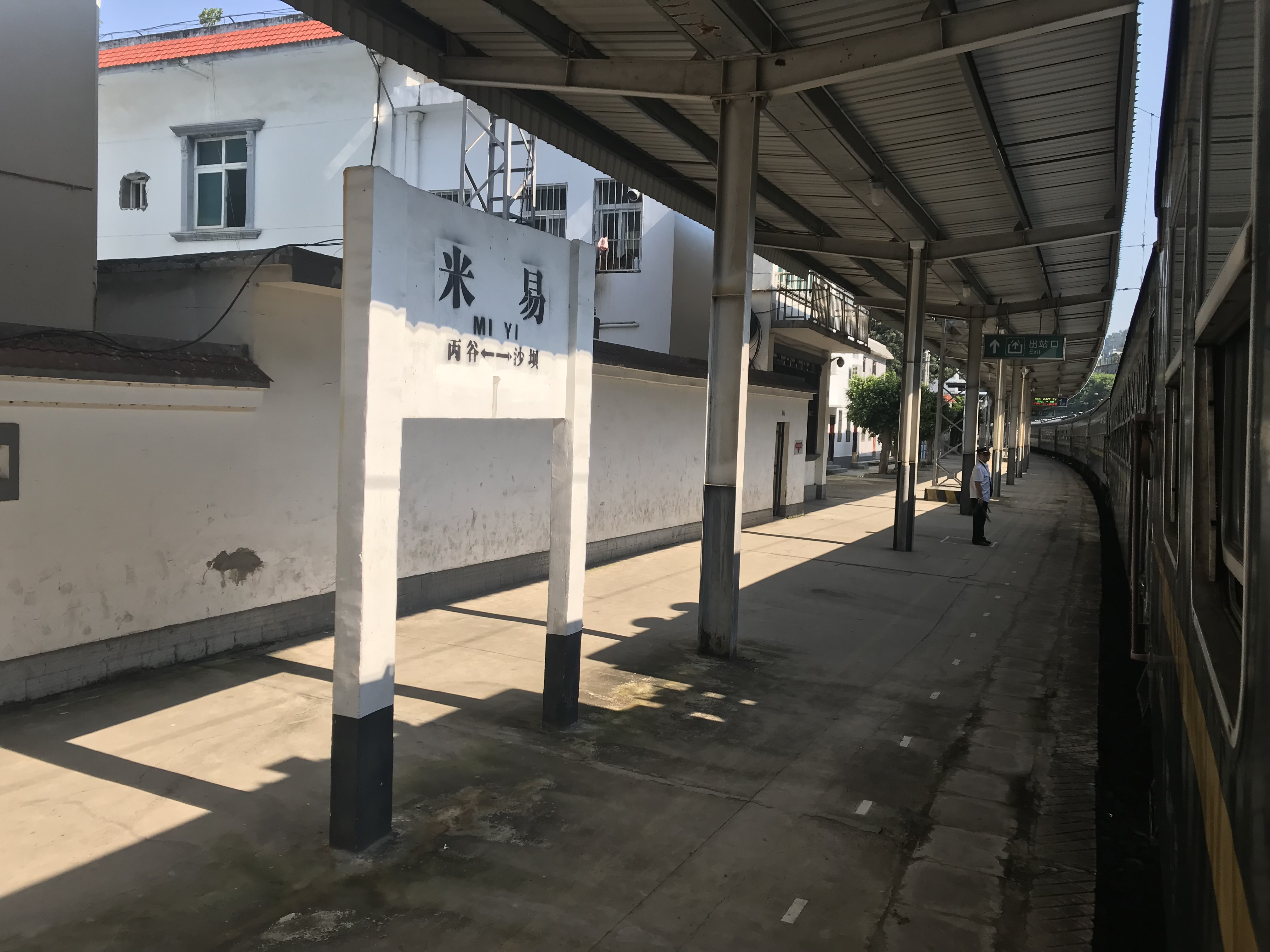
站牌
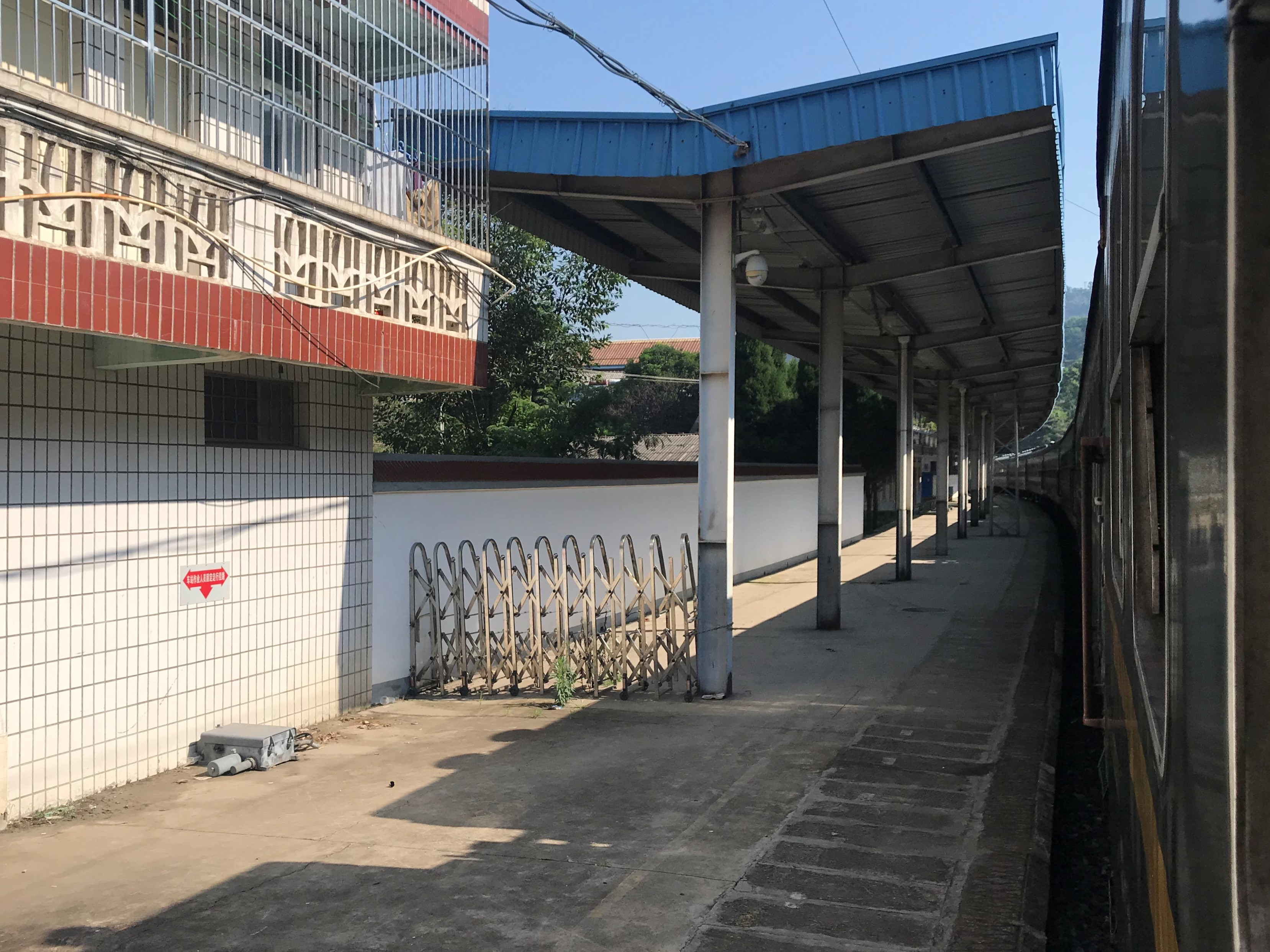
站台